# Pleuraphodius teter
Pleuraphodius teter är en skalbaggsart som beskrevs av Roth 1851. Pleuraphodius teter ingår i släktet Pleuraphodius och familjen Aphodiidae. Inga underarter finns listade i Catalogue of Life.